# 14 de outubro
14 de outubro é o 287.º dia do ano no calendário gregoriano (288.º em anos bissextos). Faltam 78 dias para acabar o ano.

## Eventos históricos

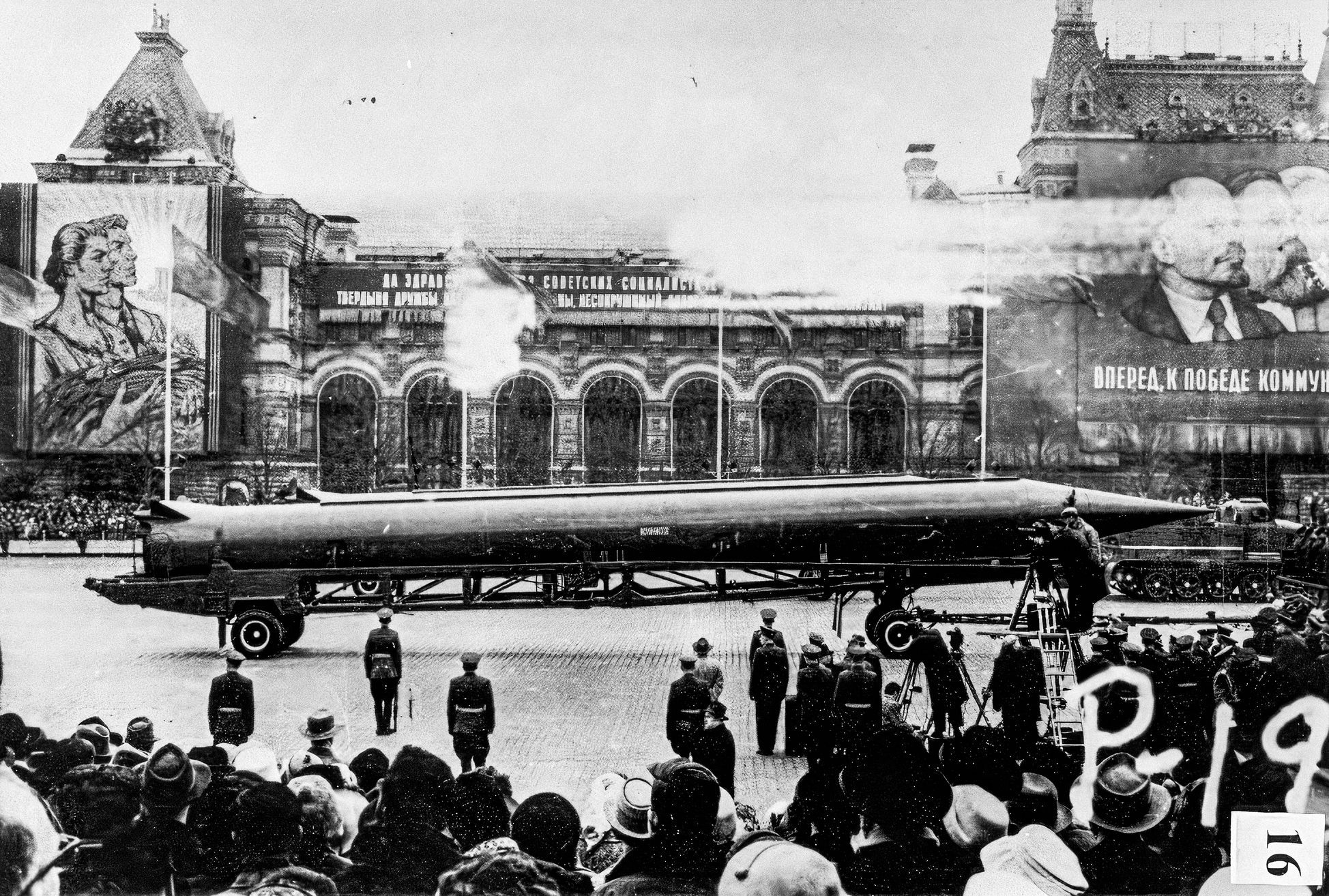
1962: Crise dos mísseis de Cuba

- 1066 — A conquista normanda da Inglaterra começa com a Batalha de Hastings.
- 1586 — Maria, rainha da Escócia, é julgada por conspiração contra a rainha Elizabeth I da Inglaterra.
- 1656 — Massachusetts promulga a primeira legislação punitiva contra a Sociedade Religiosa de Amigos (Quakers).
- 1535 — A Guerra Luso-Espanhola início do conflito armado pela posse da chamada Banda Oriental na costa norte do Rio da Prata.
- 1758 — Guerra dos Sete Anos: Frederico, o Grande sofre uma rara derrota na Batalha de Hochkirch.
- 1773 — O primeiro ministério da educação registrado, a Comissão de Educação Nacional, é formado na República das Duas Nações.
- 1774 — Revolução Americana: O Primeiro Congresso Continental denuncia os Atos Intoleráveis do Parlamento Britânico e exige concessões britânicas.
- 1805 — Guerra da Terceira Coalizão: um corpo francês derrota uma tentativa austríaca de escapar do cerco em Ulm.
- 1806 — Guerra da Quarta Coalizão: Napoleão derrota decisivamente a Prússia na Batalha de Jena–Auerstedt.
- 1808 — A República de Ragusa é anexada pela França.
- 1884 — O inventor americano George Eastman recebe uma patente do governo dos Estados Unidos por seu novo filme em rolo (filme fotográfico).
- 1888 — Louis Le Prince filma o primeiro filme, Roundhay Garden Scene.
- 1910 — O aviador britânico Claude Grahame-White pousa sua aeronave na Executive Avenue, perto da Casa Branca em Washington, D.C.
- 1915 — Primeira Guerra Mundial: a Bulgária se junta às Potências Centrais.
- 1920 — A Finlândia e a Rússia Soviética assinam o Tratado de Tartu, trocando alguns territórios.
- 1922 — A Grécia assina o Armistício de Mudanya, que põe fim à Guerra de independência turca. As restantes partes tinham assinado a 11 de outubro.
- 1926 — O livro infantil Ursinho Pooh, de A. A. Milne, é publicado pela primeira vez.
- 1933 — A Alemanha se retira da Liga das Nações e da Conferência Mundial para o Desarmamento.
- 1938 — O primeiro voo do avião de combate Curtiss P-40 Warhawk.
- 1939 — Segunda Guerra Mundial: o submarino alemão U-47 afunda o navio de guerra britânico HMS Royal Oak em seu porto em Scapa Flow, na Escócia.
- 1942 — Segunda Guerra Mundial: Ataque Doolittle, quando 4 pilotos da força aérea dos Estados Unidos, prisioneiros de guerra, são sumariamente executados pelos japoneses.
- 1943
  - Segunda Guerra Mundial: prisioneiros no campo de extermínio de Sobibor, na Polônia, se revoltam contra os alemães.
  - Segunda Guerra Mundial: a Segunda República das Filipinas, um Estado fantoche do Japão, é criada com José P. Laurel como presidente.
- 1944 — Segunda Guerra Mundial: vinculado a uma conspiração para assassinar Adolf Hitler, o marechal de campo Erwin Rommel é forçado a cometer suicídio.
- 1947 — Charles "Chuck" Yeager quebra a barreira do som no avião experimental Bell X-1.
- 1952 — Fundação da Conferência Nacional dos Bispos do Brasil (CNBB), uma instituição permanente que reúne os Bispos católicos do Brasil.
- 1956 — O Dr. B.R. Ambedkar converte-se do Hinduísmo para o Budismo juntamente com 385 000 de seus seguidores.
- 1962 — A Crise dos mísseis de Cuba começa quando uma aeronave de reconhecimento americana tira fotografias de mísseis balísticos soviéticos sendo instalados em Cuba.
- 1964
  - Martin Luther King Jr. recebe o Prêmio Nobel da Paz por combater a desigualdade racial através da não violência.
  - O Presidium soviético e o Comitê Central do Partido Comunista votam para aceitar o pedido "voluntário" de Nikita Kruschev para se aposentar de seus cargos.
- 1968 — Programa Apollo: A primeira transmissão de televisão ao vivo por astronautas norte-americanos em órbita é realizada pela tripulação da Apollo 7.
- 1969 — Ditadura militar no Brasil: são editados o AI-16 e AI-17.
- 1973 — Na revolta estudantil do Thammasat, mais de 100 000 pessoas protestam na Tailândia contra o governo militar. Setenta e sete são mortas e 857 são feridas por soldados.
- 1981 — O vice-presidente Hosni Mubarak é eleito presidente do Egito, uma semana após o assassinato de Anwar Sadat.
- 1982 — O presidente dos Estados Unidos, Ronald Reagan, proclama uma Guerra contra as drogas.
- 1984 - Padre Jose Kaimlett funda na Índia os Arautos da Boa Nova.
- 1991 — A líder da oposição birmanesa Aung San Suu Kyi recebe o Prêmio Nobel da Paz.
- 1994 — Yasser Arafat, Yitzhak Rabin e Shimon Peres recebem o Prêmio Nobel da Paz por seu papel no estabelecimento dos Acordos de Oslo e na estruturação do futuro governo autônomo palestino.
- 2012 — Felix Baumgartner salta com sucesso para a Terra a partir de um balão na estratosfera.
- 2017 — Uma enorme explosão causada por um caminhão-bomba na Somália mata 358 pessoas e fere mais de 400.
- 2023 — O Eclipse Solar Anular que foi visto em toda América latina.
- 2024 — A Sonda espacial Europa Clipper é lançada para investigar Europa, uma lua gelada de Júpiter.

## Nascimentos

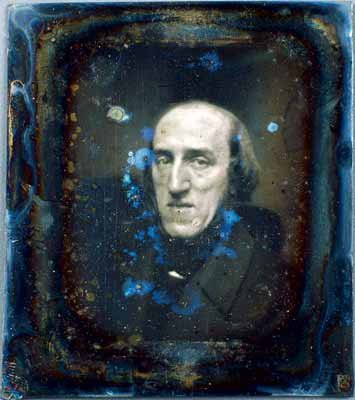
Joseph Plateau

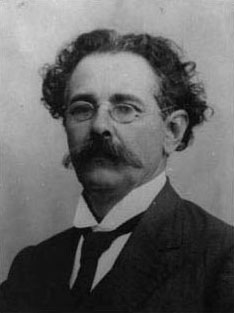
Benedito Calixto

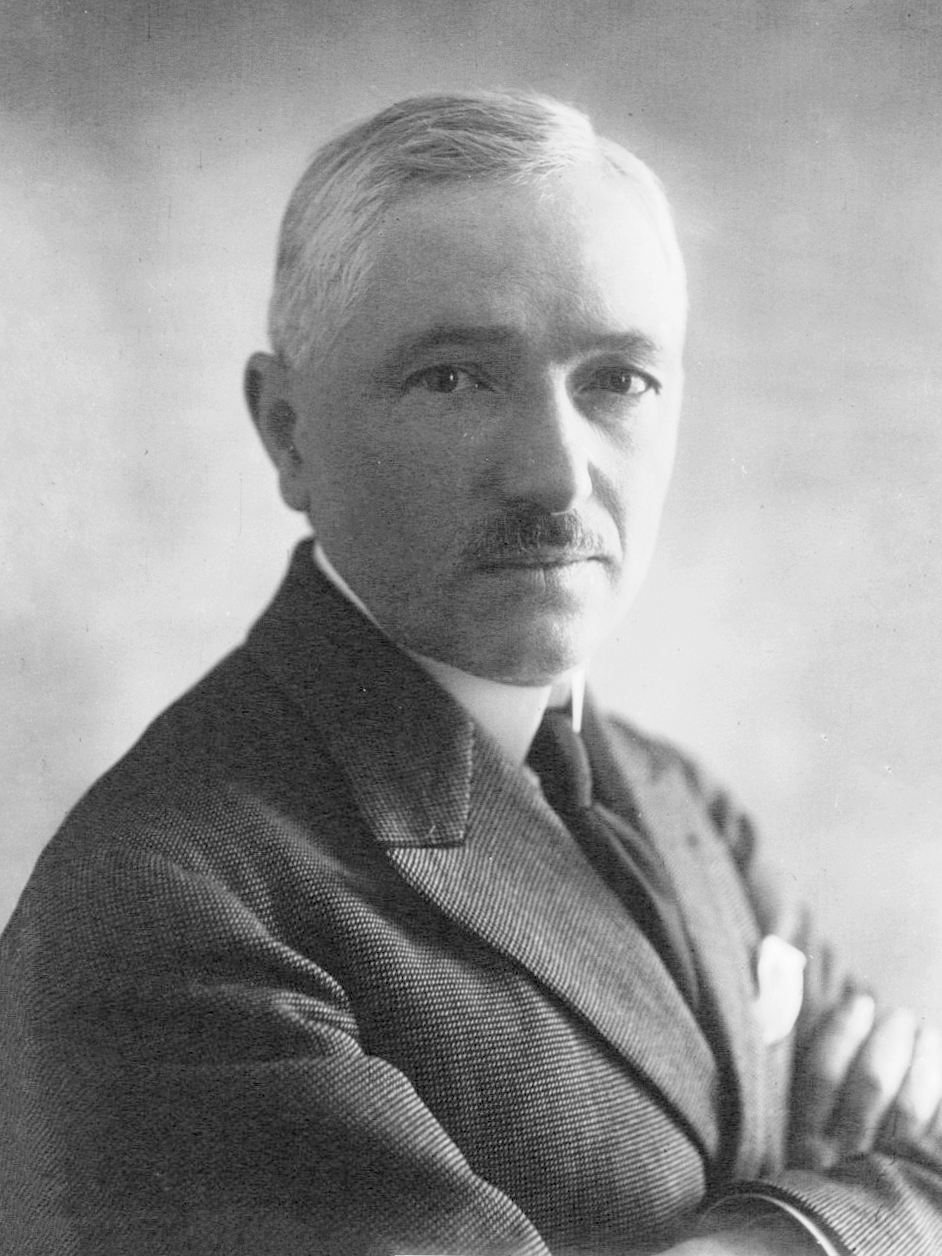
Jules Rimet

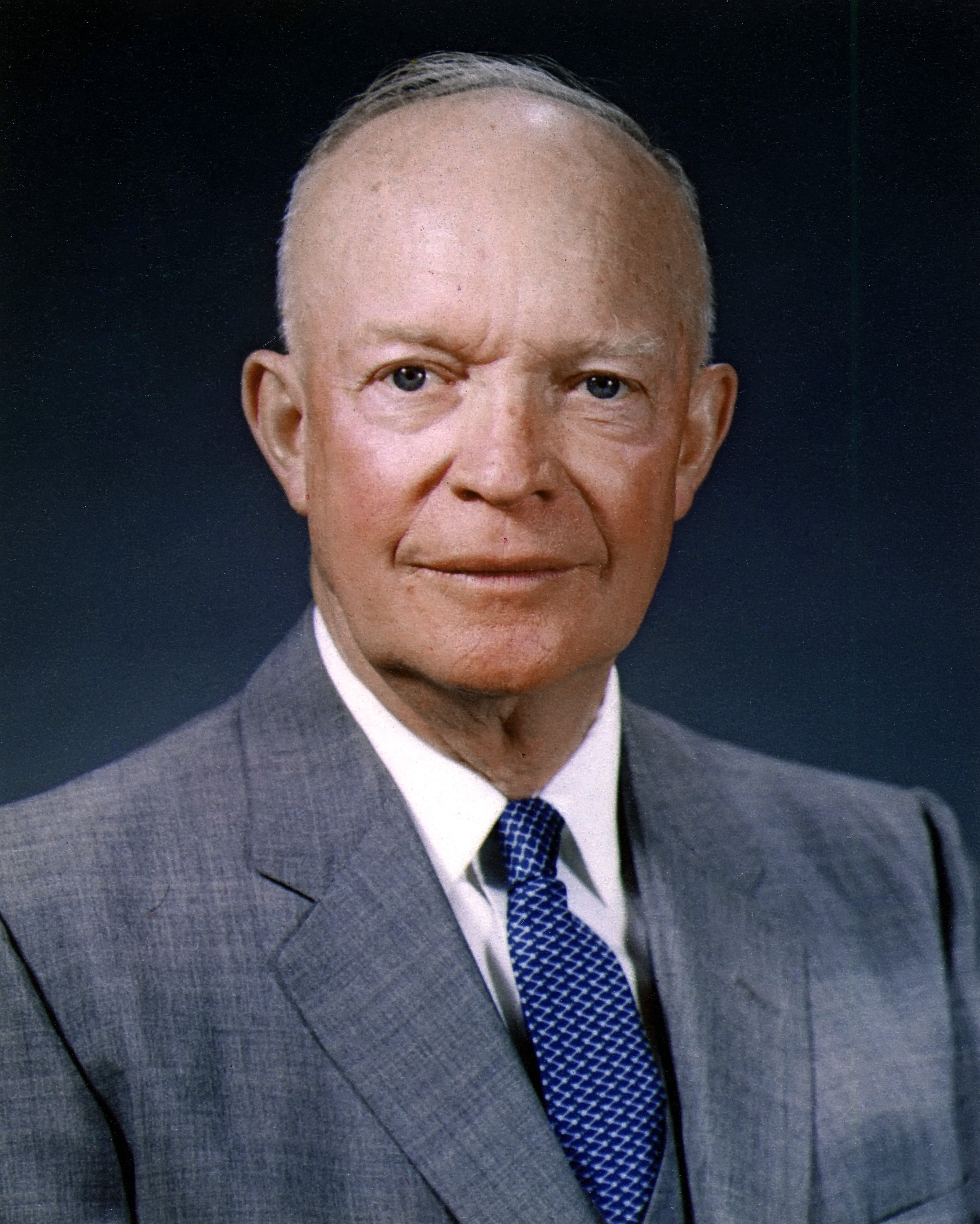
Dwight D. Eisenhower

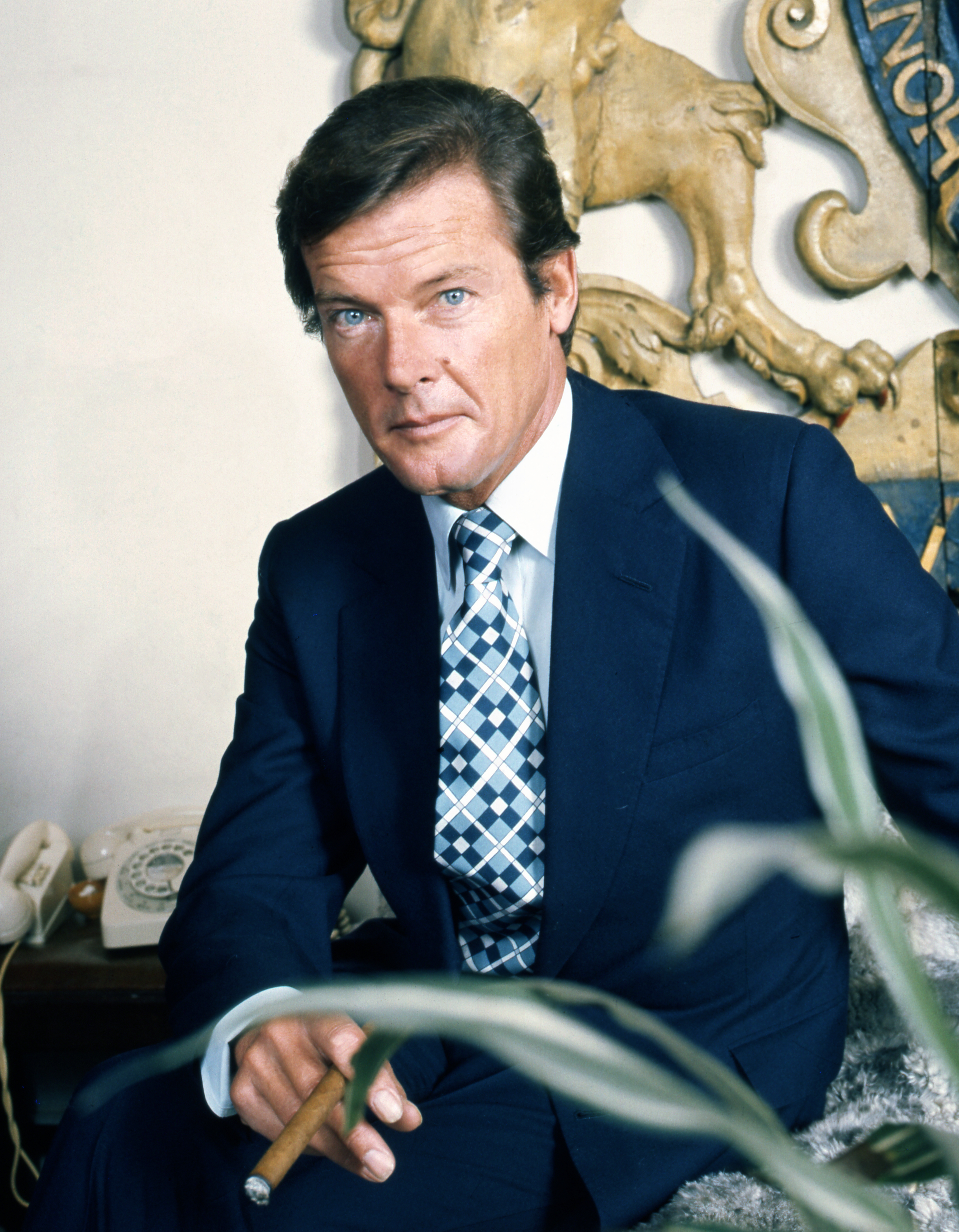
Roger Moore

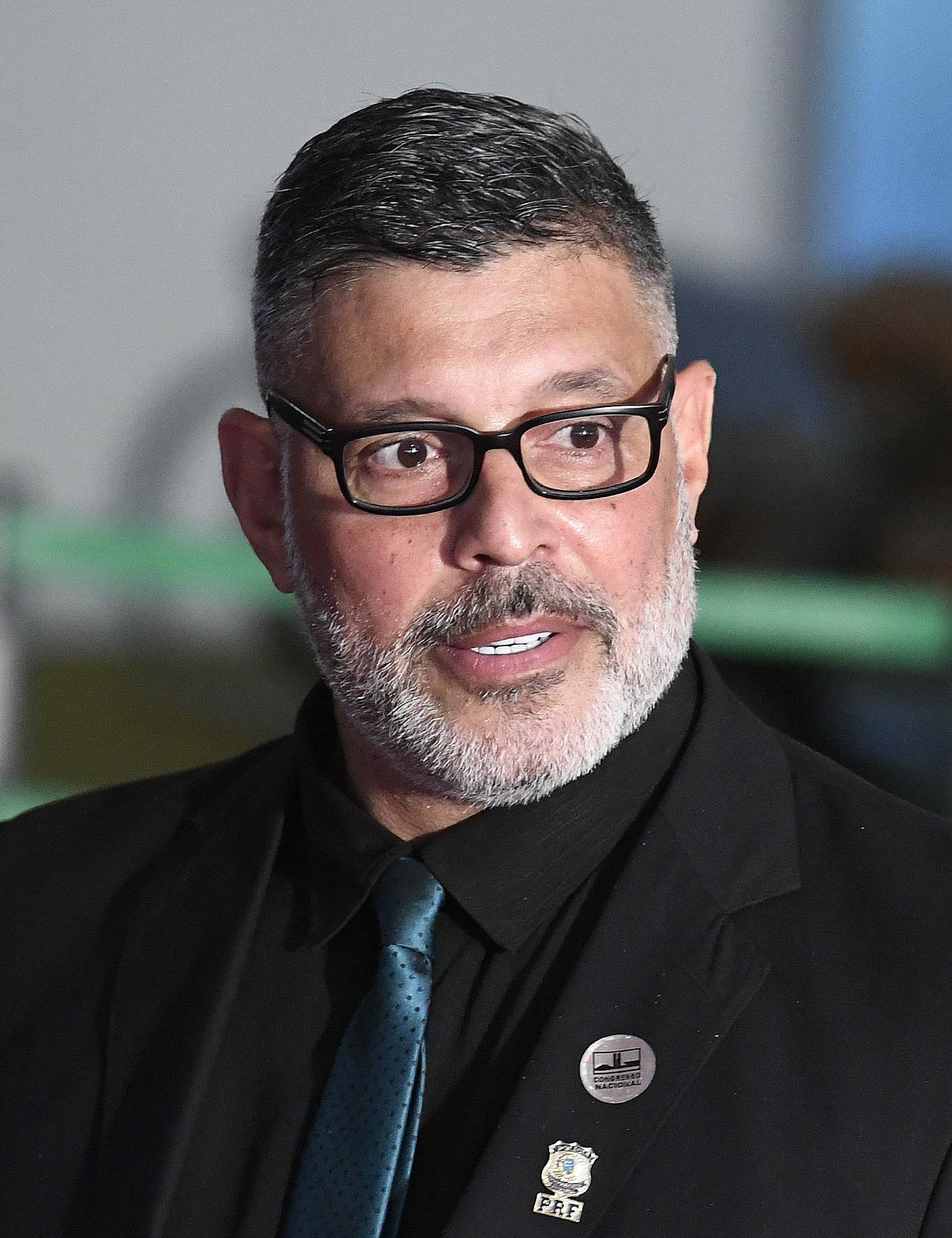
Alexandre Frota

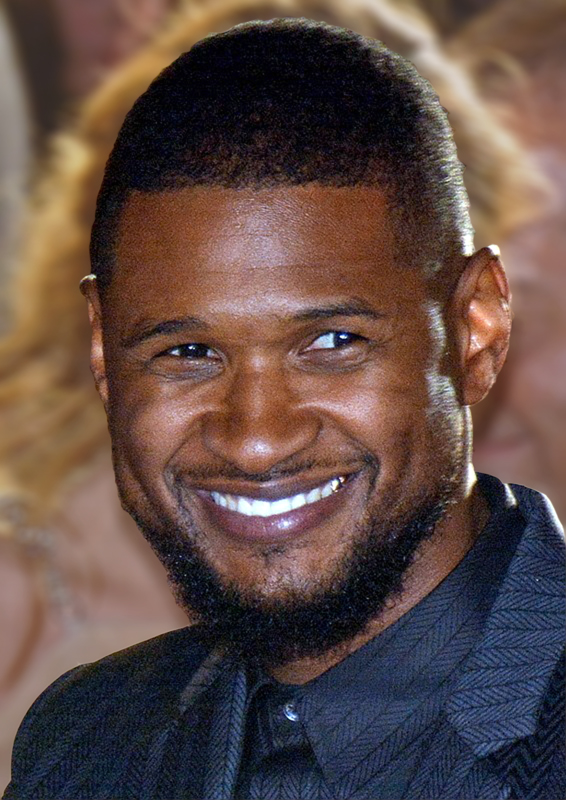
Usher

### Anteriores ao século XIX
- 1404 — Maria de Anjou, rainha de França (m. 1463).
- 1465 — Konrad Peutinger, jurista e humanista alemão (m. 1547).
- 1519 — Maria de Brandemburgo-Kulmbach, eleitora palatina (m. 1567).
- 1630 — Sofia de Hanôver, Condessa Palatina de Simmern (m. 1714).
- 1643 — Bahadur I, imperador mogol indiano (m. 1712).
- 1644 — William Penn, político britânico (m. 1718).
- 1663 — Jaime II de Inglaterra (m. 1701).
- 1712 — George Grenville, político britânico (m. 1770).
- 1742 — Catherine Beauclerk, Duquesa de St Albans (m. 1789).
- 1784 — Fernando VII de Espanha (m. 1833).

### Século XIX
- 1801 — Joseph Plateau, físico belga (m. 1883).
- 1824 — Adolphe Monticelli, pintor francês (m. 1886).
- 1840
  - Dmitry Pisarev, escritor e crítico literário russo (m. 1868).
  - Friedrich Kohlrausch, físico alemão (m. 1910).
- 1853
  - Ciprian Porumbescu, compositor romeno (m. 1883).
  - Benedito Calixto, pintor, desenhista, historiador e astrônomo amador brasileiro (m. 1927).
- 1864 — Stefan Żeromski, escritor polonês (m. 1925).
- 1867 — John Cunningham McLennan, físico canadense (m. 1935).
- 1871 — Alexander von Zemlinsky, maestro, compositor e professor austríaco (m. 1942).
- 1872 — Reginald Doherty, tenista britânico (m. 1910).
- 1873
  - Jules Rimet, dirigente esportivo francês (m. 1954).
  - Ray Ewry, atleta estadunidense  (m. 1937).
- 1877 — Rafael de Nogales Méndez, militar e escritor venezuelano (m. 1936).
- 1880 — Coit Albertson, ator estadunidense (m. 1953).
- 1882 — Éamon de Valera, político irlandês (m. 1975).
- 1888 — Katherine Mansfield, escritora neozelandesa (m. 1923).
- 1890 — Dwight D. Eisenhower, militar e político estadunidense (m. 1969).
- 1892 — Andrei Yeremenko, militar ucraniano (m. 1970).
- 1893 — Lillian Gish, atriz estadunidense (m. 1993).
- 1894
  - E. E. Cummings, poeta estadunidense (m. 1962).
  - Percy Ernst Schramm, historiador alemão (m. 1970).
- 1898 — Maurice Martenot, inventor francês (m. 1980).
- 1900 — W. Edwards Deming, estatístico, palestrante e consultor estadunidense (m. 1993).

### Século XX

#### 1901–1950
- 1902
  - Learco Guerra, ciclista italiano (m. 1963).
  - René Hamel, ciclista francês (m. 1992).
- 1906
  - Hannah Arendt, teórica política alemã (m. 1975).
  - Benita Hume, atriz britânica (m. 1967).
- 1909 — Bernd Rosemeyer, automobilista alemão (m. 1938).
- 1910 — John Wooden, jogador e treinador de basquete estadunidense  (m. 2010).
- 1911
  - Lê Đức Thọ, militar e político vietnamita (m. 1990).
  - Rezső Somlai, futebolista e treinador de futebol húngaro (m. 1979).
- 1912 — Albert Richter, ciclista alemão (m. 1940).
- 1914 — Raymond Davis Jr., físico estadunidense (m. 2006).
- 1915 — Loris Francesco Capovilla, cardeal italiano (m. 2016).
- 1916 — Jack Arnold, cineasta estadunidense (m. 1992).
- 1918 — Thelma Long, tenista australiana (m. 2015).
- 1923 — Alicia Pietri, política venezuelana (m. 2011).
- 1924 — Leo Sachs, biólogo alemão (m. 2013).
- 1927
  - Roger Moore, ator britânico (m. 2017).
  - Thomas Luckmann, filósofo e sociólogo austríaco (m. 2016).
- 1928 — Héctor Rial, futebolista argentino (m. 1991).
- 1929 — Karl Robatsch, enxadrista austríaco (m. 2000).
- 1930 — Mobutu Sese Seko, político e militar congolês (m. 1997).
- 1932 — Wolf Vostell, escultor e pintor suíço (m. 1998).
- 1933 — Gabriel Aresti, escritor e dramaturgo espanhol (m. 1975).
- 1937 — Leonid Kolumbet, ciclista ucraniano (m. 1983).
- 1938 — Farah Pahlavi, ex-imperatriz iraniana.
- 1939
  - Ralph Lauren, desenhista de roupas estadunidense.
  - Litokwa Tomeing, político marshallino (m. 2020).
- 1940
  - Cliff Richard, músico britânico.
  - Takis Fotopoulos, filósofo, escritor e economista grego.
- 1942 — José Viegas Filho, diplomata brasileiro.
- 1943 — Kiril Dojčinovski, futebolista e treinador de futebol macedônio (m. 2022).
- 1944
  - Udo Kier, ator alemão.
  - Serghei Covaliov, canoísta romeno (m. 2011).
- 1945
  - Allan Stone, ex-tenista australiano.
  - Gareth Forwood, ator britânico (m. 2007).
- 1946
  - Toni Conceição, ex-futebolista e treinador de futebol português.
  - Craig Venter, bioquímico e empresário estadunidense.
  - Justin Hayward, músico britânico.
  - François Bozizé, político centro-africano.
  - Dan McCafferty, músico britânico (m. 2022).
- 1947 — Bob Kuechenberg, ex-jogador de futebol americano estadunidense (m. 2019).
- 1950
  - Kurt Jara, ex-futebolista e treinador de futebol austríaco.
  - Sheila Young, ex-atleta estadunidense.

#### 1951–2000
- 1951
  - John Sumner, ator britânico.
  - Fernando Girão, cantor, músico e treinador de futebol luso-brasileiro.
- 1952
  - Nikolai Andrianov, ginasta soviético (m. 2011).
  - Harry Anderson, ator, roteirista e diretor estadunidense (m. 2018).
  - Rick Aviles, ator estadunidense (m. 1995).
- 1953
  - Greg Evigan, ator estadunidense.
  - Aldo Maldera, futebolista italiano (m. 2012).
- 1954 — Gerhard Breitenberger, ex-futebolista austríaco.
- 1955 — Arleen Sorkin, apresentadora, atriz, comediante, dubladora e roteirista estadunidense (m. 2023).
- 1956 — Jiří Pokorný, ex-ciclista tcheco.
- 1957 — Catherine Johnson, escritora britânica.
- 1958 — Thomas Dolby, músico, produtor e inventor britânico.
- 1959
  - A. J. Pero, baterista estadunidense (m. 2015).
  - Vincent Riotta, ator britânico.
- 1960
  - Marcos Breda, ator brasileiro.
  - Carla Camurati, atriz e cineasta brasileira.
  - Cecília Kerche, bailarina brasileira.
  - Kiko Zambianchi, músico, cantor e compositor brasileiro.
- 1961 — Romulus Gabor, ex-futebolista romeno.
- 1962
  - Trevor Goddard, ator britânico (m. 2003).
  - Shahar Perkiss, ex-tenista israelense.
  - Jaan Ehlvest, enxadrista estoniano.
- 1963
  - Alessandro Safina, cantor e compositor italiano.
  - Li Huifen, ex-mesa-tenista chinesa.
  - Alexandre Frota, ator, modelo e político brasileiro.
  - Lori Petty, atriz estadunidense.
- 1964
  - Joe Girardi, ex-beisebolista estadunidense.
  - David Kaye, dublador canadense.
- 1965
  - Steve Coogan, ator britânico.
  - Jüri Jaanson, ex-remador e político estoniano.
- 1967
  - Savanna Samson, atriz estadunidense de filmes eróticos.
  - Alain Roche, ex-futebolista francês.
- 1968 — Matthew Le Tissier, ex-futebolista britânico.
- 1969
  - David Strickland, ator estadunidense (m. 1999).
  - Viktor Onopko, ex-futebolista russo.
  - Christophe Agou, cineasta e fotógrafo francês (m. 2015).
- 1970
  - Daniela Peštová, modelo tcheca.
  - Jon Seda, ator estadunidense.
  - Christopher Ohen, ex-futebolista nigeriano.
  - Jorge Villamizar, cantor colombiano.
  - Pär Zetterberg, ex-futebolista sueco.
- 1971
  - Antonios Nikopolidis, ex-futebolista grego.
  - Jorge Costa, ex-futebolista e treinador de futebol português.
  - Jyrki Katainen, político finlandês.
- 1972
  - Miguel Ángel Martín Perdiguero, ex-ciclista espanhol.
  - Vera Magalhães, jornalista brasileira.
- 1973
  - Fabián O'Neill, futebolista uruguaio (m. 2022).
  - Jason Manuel Olazabal, ator estadunidense.
  - Cláudio Roberto Souza, ex-velocista brasileiro.
- 1974
  - Jessica Drake, atriz e diretora estadunidense.
  - Natalie Maines, cantora e compositora estadunidense.
  - Mariangêla Zan, cantora e apresentadora brasileira.
  - Giovanni Pérez, futebolista venezuelano (m. 2022).
- 1975 — Michael Duberry, ex-futebolista britânico.
- 1976 — Chang Chen, ator taiwanês.
- 1977
  - Bianca Beauchamp, modelo e atriz canadense.
  - Joey Didulica, ex-futebolista croata.
  - Cyril Abiteboul, engenheiro e dirigente automobilístico francês.
- 1978
  - Usher, cantor e ator estadunidense.
  - Ronnie Bremer, automobilista dinamarquês.
  - Alonso Solís, ex-futebolista costarriquenho.
  - Paul Hunter, jogador de snooker britânico (m. 2006).
- 1979
  - Stacy Keibler, atriz e ex-lutadora de wrestling estadunidense.
  - Cédric Moubamba, ex-futebolista gabonês.
  - Rodrigo Tello, ex-futebolista chileno.
- 1980
  - Ben Whishaw, ator britânico.
  - Cansu Dere, atriz, apresentadora e modelo turca.
- 1981 — Ruslan Alekhno, cantor e compositor bielorrusso.
- 1982
  - Guilherme Mussi, político brasileiro.
  - Marc Ryan, ciclista neozelandês.
- 1983
  - Renato Civelli, ex-futebolista argentino.
  - David Oakes, ator britânico.
  - Zesh Rehman, ex-futebolista paquistanês.
- 1984
  - Santino Quaranta, ex-futebolista estadunidense.
  - Alex Scott, ex-futebolista britânica.
- 1985
  - Pablo do Arrocha, cantor e compositor brasileiro.
  - Xandinho Negrão, automobilista e empresário brasileiro.
  - Sherlyn González, cantora e atriz mexicana.
  - Digão, ex-futebolista brasileiro.
  - Gustavo Cabral, futebolista argentino.
- 1986
  - Henrique, ex-futebolista brasileiro.
  - Azusa Iwashimizu, futebolista japonesa.
  - Jean-Sylvain Babin, futebolista martinicano.
  - Éverton Santos, futebolista brasileiro.
  - Skyler Shaye, atriz estadunidense.
  - Joslain Mayebi, futebolista camaronês.
  - Saber Khalifa, futebolista tunisiano.
- 1987
  - Jay Pharoah, ator estadunidense.
  - MacKenzie Mauzy, atriz estadunidense.
  - Abdulrahman Al-Jassim, árbitro de futebol catari.
- 1988
  - Max Thieriot, ator estadunidense.
  - Pia Toscano, cantora estadunidense.
  - Jones Carioca, futebolista brasileiro.
  - Paul Delecroix, futebolista francês.
  - Ocean Vuong, escritor vietnamita-estadunidense.
- 1989 — Ramón Ábila, futebolista argentino.
- 1990
  - Shaul Guerrero, wrestler estadunidense.
  - Rodrigo Ramallo, futebolista boliviano.
- 1991 — Marco Capuano, futebolista italiano.
- 1992
  - Ahmed Musa, futebolista nigeriano.
  - Gustavo Cuéllar, futebolista colombiano.
  - Jiří Procházka, lutador tcheco de artes marciais mistas.
  - Sylvain André, ciclista francês.
- 1993 — Döwran Orazalyýew, futebolista turcomeno.
- 1994
  - Wallace, futebolista brasileiro.
  - Recife, futebolista brasileiro.
- 1995 — Murilo Huff, cantor e compositor brasileiro.
- 1996 — Lourdes Leon, modelo, dançarina e cantora estadunidense.
- 1997
  - Catarina Rebelo, atriz portuguesa.
  - Lellê, atriz e cantora brasileira.
- 1998
  - Ariela Barer, atriz e cantora estadunidense.
  - Kenneth Bednarek, velocista estadunidense.
  - Brandon Vázquez, futebolista estadunidense.
- 2000
  - Dániel Zsóri, futebolista húngaro.
  - Arthur Leclerc, automobilista monegasco.

### Século XXI
- 2001 — Rowan Blanchard, atriz estadunidense.
- 2004
  - Gabriel Bortoleto, automobilista brasileiro.
  - Oliver Goethe, automobilista dinamarquês-alemão.

## Mortes

### Anteriores ao século XIX
- 0530 — Dióscoro, antipapa (n. ?).
- 1066
  - Girto Godwinson, conde da Ânglia Oriental (n. 1032).
  - Haroldo Godwinson, rei da Inglaterra (n. 1022).
  - Leofivino Godwinson, conde de Kent (n. 1035.
- 1077 — Andrônico Ducas, cortesão bizantino (n. 1006).
- 1092 — Nizã Almulque, estudioso e político persa (n. 1018).
- 1217 — Isabel, Condessa de Gloucester (n. 1173.
- 1256 — Kujō Yoritsugu, xogum japonês (n. 1239).
- 1310 — Branca de Anjou, rainha de Aragão (n. 1280).
- 1318 — Eduardo Bruce, Grande Rei da Irlanda (n. 1275).
- 1536 — Garcilaso de la Vega, poeta espanhol (n. 1503).
- 1568 — Jacob Arcadelt, cantor e compositor neerlandês (n. 1507).
- 1595 — Owen Lewis, bispo católico galês  (n. 1533).
- 1619 — Samuel Daniel, poeta e historiador inglês (n. 1562).
- 1631 — Sofia de Meclemburgo-Güstrow, rainha da Dinamarca e Noruega (n. 1557).
- 1638 — Manuel de Tavares, compositor português (n. c. 1585).
- 1669 — Antonio Cesti, organista e compositor italiano (n. 1623).
- 1740 — Domenico Alberti, cantor, cravista, e compositor italiano (n. 1710).

### Século XIX
- 1831 — Jean-Louis Pons, astrônomo e educador francês (n. 1761).

### Século XX
- 1911 — John Marshall Harlan, advogado e político estadunidense (n. 1833).
- 1916 — Manuel de Melo Cardoso Barata, político brasileiro (n. 1841).
- 1925 — Samuel M. Ralston, político estadunidense (n. 1857).
- 1944 — Erwin Rommel, marechal-de-campo alemão (n. 1891).
- 1953
  - Émile Sarrade, jogador de rugby e competidor de cabo de guerra francês (n. 1877).
  - Kyuichi Tokuda, advogado e político japonês (n. 1894).
- 1958
  - Douglas Mawson, geólogo, acadêmico e explorador australiano (n. 1882).
  - Nicolai Zabolótzki, poeta e tradutor russo-soviético (n. 1903).
- 1959 — Errol Flynn, ator, cantor e produtor australiano-estadunidense (n. 1909).
- 1960 — Abram Ioffe, físico e acadêmico russo (n. 1880).
- 1961 — Paul Ramadier, político francês, 129.º primeiro-ministro da França (n. 1888).
- 1967 — Marcel Aymé, escritor e dramaturgo francês (n. 1902).
- 1976 — Edith Evans, atriz britânica (n. 1888).
- 1977 — Bing Crosby, cantor, compositor e ator estadunidense (n. 1903).
- 1984 — Martin Ryle, astrônomo e físico britânico, ganhador do Prêmio Nobel (n. 1918).
- 1985 — Emil Gilels, pianista ucraniano-russo (n. 1916).
- 1990 — Leonard Bernstein, pianista, compositor e maestro estadunidense (n. 1918).
- 1997 — Harold Robbins, escritor estadunidense (n. 1916).
- 1998 — Cleveland Amory, escritor e ativista americano (n. 1917).
- 1999 — Julius Nyerere, educador e político tanzaniano, 1.º presidente da Tanzânia (n. 1922).

### Século XXI
- 2003 — Moktar Ould Daddah, político mauritano (n. 1924).
- 2009 — Antônio do Carmo Cheuiche, bispo católico brasileiro (n. 1927).
- 2011 — Leon Cakoff, crítico de cinema sírio (n. 1948).
- 2015 — Luís Carlos Miele, produtor, apresentador e ator brasileiro (n. 1938).
- 2016 — Orival Pessini, ator e humorista brasileiro (n. 1944).
- 2019
  - Sulli, cantora e atriz sul-coreana (n. 1994).
  - Harold Bloom, professor e lírico literário estadunidense (n. 1930).
- 2022 — Robbie Coltrane, ator britânico (n. 1950).

## Feriados e eventos cíclicos

### Brasil
- Dia do Meteorologista
- Dia Nacional da Pecuária
- Aniversário da cidade de Montadas, Paraíba
- Aniversário da cidade de Ferraz de Vasconcelos, São Paulo

### Cristianismo
- Papa Calisto I

## Outros calendários
- No calendário romano era o dia da véspera dos idos de outubro.
- No calendário litúrgico tem a letra dominical G para o dia da semana.
- No calendário gregoriano a epacta do dia é ix.